# 聖米歇爾站 (巴黎地鐵)
聖米歇爾站（法語：Saint-Michel）是巴黎地鐵4號線的車站，位於巴黎五區的拉丁區。聖米歇爾站開業於1910年7月9日，車站的名稱來自於聖米歇爾大道。巴黎聖母院位於聖米歇爾站的附近。

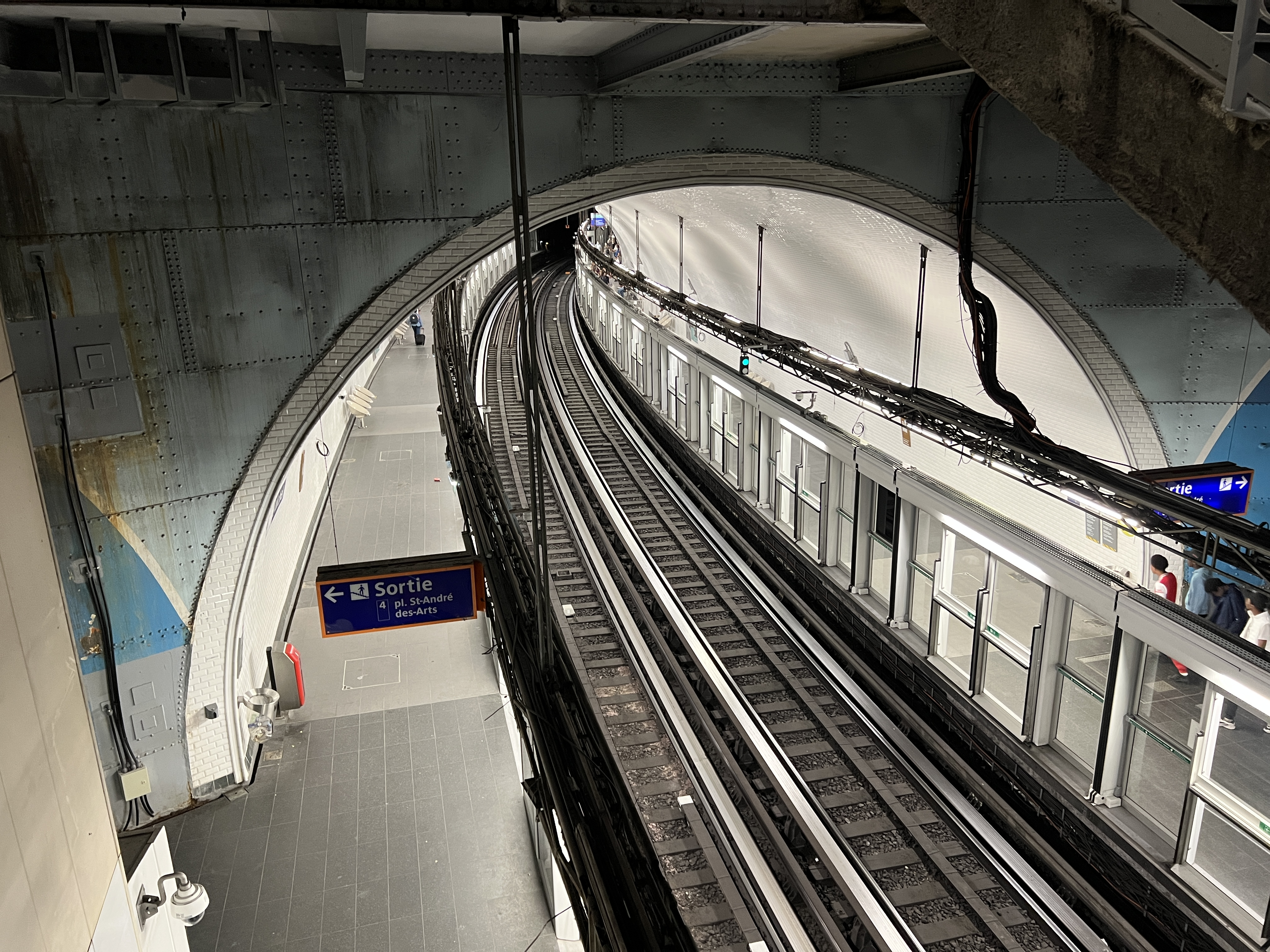
月台 (2022年7月)

## 車站結構
| 街道        |                    |                                |
| B1          | 月台連接夾層       |                                |
| 4號線月台層 | 側式月台，右側開門 | 側式月台，右側開門             |
| 4號線月台層 | 北行               | 往克里尼昂古門（城島）         |
| 4號線月台層 | 南行               | 往巴涅-露西·奧布拉克（奧德昂） |
| 4號線月台層 | 側式月台，右側開門 |                                |